# Ван Боммел, Харри
Хенрикус (Харри) ван Боммел (нидерл. Henricus (Harry) van Bommel; род. 24 июня 1962 года, Хелмонд, Северный Брабант, Нидерланды) — голландский политик, антиглобалист и бывший педагог. Депутат нижней палаты голландского парламента от Социалистической партии с 19 мая 1998 года. Специализируется на вопросах внешней политики и Европейского Союза.

## Биография
Харри ван Боммел родился 24 июня 1962 года в Хелмонде (Северный Брабант); вырос в деревне Хейно провинции Оверэйссел. До прихода в политику Ван Боммель был учителем голландского и английского языков. Поступил в Амстердамский университет для изучения политологии.
Вступил в Социалистическую партию в 1986 году, включившись в работу исполнительного комитета, курирующего студентов, где оставался до 1994 года. В том же году он был избран в городской совет Амстердама, будучи избранным в совет восточного района Амстердама в 1990 году.
В мае 1998 года ван Боммел стал членом нижней палаты парламента Нидерландов от Социалистической партии. Работа ван Боммеля как члена Социалистической партии акцентируется на образовательной политике и международных делах. В прежней должности Гарри внёс вклад в написание доклада «Alles Kids?» о снижении возможностей для молодёжи.

## Политическая активность

### Демонстрация по событиям в Газе 2009
После нападения Израиля на сектор Газа (2008—2009), ван Боммел и Садет Карабулут 3 января 2009 года приняли участие в демонстрации против действий Израиля, проходившей в Амстердаме, где скандировали лозунг «Интифада, Интифада, свободу Палестине» («Intifada, intifada, Palestina vrij»). Это стало поводом к критике со стороны Народной партии за свободу и демократию, Партии за свободу и Центра информации и документации по Израилю, который счёл это призывом к насилию. На тот момент действующий лидер Социалистической партии Агнес Кант прокомментировала ситуацию: «Я бы так не поступила, потому что это приводит к недоразумениям» («Ik zou het niet zo gedaan hebben, want het leidt tot misverstanden»). Ван Боммель отрицал, что хотел спровоцировать насилие; по его словам, интифаду можно понимать как «гражданское неповиновение». Инцидент стал поводом для раввина «голландско-израильтянина религиозной общины» Рафаэля Эверса потребовать, чтобы Ван Боммель не присутствовал на церемонии памяти холокоста 25 января в Амстердаме. Однако Голландский комитет Освенцима (организатор мероприятия) заявил, что Ван Боммель был приглашён и назвал дело «раздутым». Но в конце концов Ван Боммель дал знать, что он не придёт, поскольку не хочет «беспокойства о его присутствии вместо поминания жертв».
На митингах на 3 января 2009 ван Боммел на видео призывал к интифаде против Израиля. Международное радио Нидерландов сообщило, что мероприятие вызвало широкую критику. Гарри ван Боммель был обвинён в «подстрекательстве к ненависти, насилию и дискриминации против евреев» в жалобе в Министерство юстиции и безопасности Нидерландов адвоката Брэма Мошковича, юриста голландского политика Герт Вилдерса, во время разбирательства об оскорблении мусульман со стороны своего клиента в 2011 году. По данным израильской газеты «Гаарец», в онлайновом видео голос ван Боммеля слышен, в то время как некоторые протестующие на заднем плане скандируют «ХАМАС, ХАМАС, отправить евреев в газ» («Hamas, Hamas, Joden aan het gas»). Комментируя этот случай, ван Боммель заявил газете «Гаарец», что «не слышал призывов», поскольку находился слишком близко к громкоговорителям, и «ушёл бы, если бы их услышал».

### Референдум об ассоциации Украины и Европейского союза
Во время референдума об ассоциации Украины и Европейского союза, прошедшего в Нидерландах, ван Боммель активно агитировал против соглашения. По его мнению, принятие соглашения привело бы к разорению украинских производителей продукции, что создало бы огромные потоки экономических беженцев, лишённых работы, забота о которых сильно нагрузила бы бюджет страны. Кроме того, ван Боммель упоминал о тотальной коррупции украинских властей. Считая, что происходящее на Украине противоречит «ценностям Европы», Гарри ван Боммель отрицал мнение, что соглашения об ассоциации может помочь Украине в исправлении ситуации с правами человека, улучшении судебной системы, в борьбе с коррупцией, и утверждал, что эта помощь должна идти иными путями: обучением независимых судей, содействием в улучшении налоговой службы и укреплении свободной прессы и профсоюзного движения.

## Награды
- Медаль Признательности[арм.] (16 декабря 2021 года, Армения) — по случаю 30-летия независимости Армении, за значительный вклад в установление, укрепление и развитие дружественных отношений с Республикой Армения, защиту общечеловеческих ценностей[11].